# Кантон (атол)
Кантон (англ. Canton Island або англ. Kanton Island) — найбільший і найпівнічніший атол в архіпелазі Фенікс (Кірибаті). Назва мовою кірибаті — Абариринга. Чисельність населення — 41 особа (2005). За переписом 2010 року на острові мешкала 31 людина (17 чоловіків та 14 жінок). Назва єдиного поселення — Кантон, або Тебаронга. Площа — 9,15 км².

## Географія
На заході ширина атолу становить 7,2 км, до південно-східної точки Кантон звужується. Довжина острова — 14,4 км. Атол являє собою лагуну, оточену пасмом суші шириною від 46 до 548 м. Пляж острова, що складається з уламків коралів і коралового піску, різко піднімається до найвищої точки Кантону, яка являє собою абсолютно пласку місцевість. Біля лагуни пляж знаходиться нижче рівня океану.
Більша частина суші атолу Кантон вкрита травами і низькорослими чагарниками. Тільки в південній частині атола зростає сцевола, пальма та геліотропи.
З боку океану до лагуни можна потрапити через чотири вузькі протоки. Найпівнічніша протока, прокопана у 1924 році, тепер пересохла. Дві центральні — заблоковані рифами і скелями. Південна протока, найглибша, також заблокована рифами. Панамериканська авіакомпанія прокопала широкий канал в південній частині лагуни, щоб забезпечити безпеку літаків, що сідають.
На острові гніздяться 23 види птахів, включаючи буревісника, морських чайок, кроншнепа, золотих сивок. Серед тварин, що зустрічаються на Кантоні, можна зустріти полінезійського щура, ящірок, краба-відлюдника, черепах.

### Клімат
Острів знаходиться у зоні, котра характеризується вологим тропічним кліматом. Найтепліший місяць — листопад із середньою температурою 27.8 °C (82.1 °F). Найхолодніший місяць — серпень, із середньою температурою 27.2 °С (80.9 °F).
| Клімат Кантона          | Клімат Кантона | Клімат Кантона | Клімат Кантона | Клімат Кантона | Клімат Кантона | Клімат Кантона | Клімат Кантона | Клімат Кантона | Клімат Кантона | Клімат Кантона | Клімат Кантона | Клімат Кантона | Клімат Кантона |
| Показник                | Січ.           | Лют.           | Бер.           | Квіт.          | Трав.          | Черв.          | Лип.           | Серп.          | Вер.           | Жовт.          | Лист.          | Груд.          | Рік            |
| Абсолютний максимум, °C | 31,1           | 31,2           | 31,6           | 32,3           | 32             | 31,6           | 31,8           | 31,5           | 31,7           | 31,8           | 31,9           | 31,7           | 32,3           |
| Середній максимум, °C   | 30,6           | 30,2           | 30,4           | 30,6           | 30,9           | 30,7           | 30,9           | 30,8           | 31             | 31,3           | 31,3           | 30,9           | 30,8           |
| Середня температура, °C | 27,5           | 27,4           | 27,6           | 27,7           | 27,7           | 27,6           | 27,4           | 27,2           | 27,4           | 27,4           | 27,8           | 27,5           | 27,5           |
| Середній мінімум, °C    | 24,4           | 24,6           | 24,7           | 24,7           | 24,5           | 24,4           | 23,9           | 23,5           | 23,7           | 23,6           | 24,3           | 24,1           | 24,2           |
| Абсолютний мінімум, °C  | 22,2           | 22,7           | 23             | 22             | 22,5           | 23,3           | 21,4           | 21,7           | 22,6           | 22,2           | 23,2           | 22,2           | 21,4           |
| Норма опадів, мм        | 218            | 223            | 207            | 278            | 287            | 326            | 316            | 383            | 333            | 271            | 282            | 279            | 3403           |
| Днів з опадами          | 9              | 7              | 9              | 12             | 10             | 10             | 12             | 10             | 9              | 7              | 6              | 8              | 109            |
| ----------------------- | -------------- | -------------- | -------------- | -------------- | -------------- | -------------- | -------------- | -------------- | -------------- | -------------- | -------------- | -------------- | -------------- |
| Джерело: Weatherbase    |                |                |                |                |                |                |                |                |                |                |                |                |                |

## Історія
Острів Кантон було відкрито 5 серпня 1824 року двома британськими китобійними кораблями: «Фенікс» під командуванням Джона Палмера та «Мері» під командуванням Едварда Ріда. Атол було названо острів Мері Баллкоттс (англ. Mary Ballcotts) на честь дружини власника кораблів.
Назву «Кантон» острів здобув пізніше за драматичних обставин. 4 березня 1854 року китобійне судно «Кантон» наскочило на рифи біля атолу. Капітан Ендрю Дж. Вінг і екіпаж судна після недовгого перебування на острові, урешті-решт, змогли евакуюватися на рятувальних човнах до острова Гуам. На честь цієї події в 1872 році командир Р. В. Мзс назвав атол «Кантон».
Незважаючи на те, що на острів претендувала американська компанія з видобутку гуано, швидше за все, вона не займалася на Кантоні його видобутком. З 1885 по 1886 рік незначною розробкою цього цінного посліду морських птахів займалася компанія Джона Т. Ерандела. У 1899 році острів був переданий в оренду «Пасифік айленд компані», хоча видобуток гуано не здійснювався. У 1916 році Кантон був переданий в оренду Самоанській корабельній та торговій компанії. На атолі була висаджена плантація кокосових пальм, але через посушливий клімат дерева загинули.
Довгий час Кантон був предметом територіальної суперечки між США і Британією. 6 серпня 1936 року на Кантоні висадився екіпаж британського корабля «Лейт», а 7 березня 1938 року — сім американських радіоінженерів і диспетчерів, які розгорнули на острові табір. Це було наслідком директиви Франкліна Рузвельта, в якій вказувалося, що острів Кантон і Ендербері знаходяться у віданні Департаменту внутрішніх справ США. Тож на острові одночасно існували американське і британське поселення. Конфлікт було вирішено тільки після того, як між двома країнами був підписаний договір, згідно з яким острови Кантон і Ендербері проголошувалися кондомініумом Британії та США строком на 50 років.
Під час Другої світової війни силами армії США на острові була побудована злітна смуга. Так Кантон став проміжним пунктом для військових літаків, що летіли в Австралію і Нову Зеландію, а також форпостом для атаки на японську армію, що захопила острови Гілберта.
У 1960 році на Кантоні була побудована станція стеження за супутниками НАСА для проекту Меркурій, яка використовувалася до листопада 1965 року. ВПС США продовжувало використовувати острів для спостереження за пуском ракет до 1976 року. В цьому році американці остаточно залишили острів і аеродром був покинутий. Британія також закрила своє поштове відділення на Кантоні, яке знову було відкрито вже урядом [Кірибаті]]. Остання після отримання незалежності переселили на острів частину жителів архіпелагу Гілберта.
У 2010 р. британський яхтсмен Алекс Бонд переганяв яхту з Гавайських островів на Фіджі, і зупинився по дорозі на острові. Там він виявив 24 людини, які вже кілька місяців перебували у важкому становищі, через обмеженість запасів їжі. Корабель, що забезпечував острів продовольством, не прибув у зв'язку з несправністю. Яхтсмен зв'язався по супутниковому телефону з береговою охороною Англії, а ті з береговою охороною США для надання негайної допомоги мешканцям острова.